# Gare de Rœulx
Ne doit pas être confondu avec Gare de Rœux.
La gare de Rœulx, est une gare ferroviaire belge, fermée et désaffectée, de la ligne 114, de Houdeng-Goegnies à Soignies. Elle est située rue de la Station, au nord-est de la ville du Rœulx, dans la province de Hainaut en région wallonne.
Mise en service en 1876 par administration des chemins de fer de l'État belge, elle est officiellement fermée au service des voyageurs en 1959 et totalement fermée en 1967.

## Situation ferroviaire
Établie à 129 mètres d'altitude, la gare de Rœulx est située au point kilométrique (PK) 4,6 de la ligne 114, de Houdeng-Goegnies à Soignies, entre les gares de Houdeng-Gœgnies (s'intercale la halte de Trieu-la-Vallée) et de Naast (s'intercale la halte de Petite-Hollande).

## Histoire
La gare de Rœulx est mise en service le 7 août 1876 par l'administration des chemins de fer de l'État, lorsqu'elle ouvre à l'exploitation les 13,6 km de sa ligne de Houdeng-Goegnies à Soignies.
Son ancien bâtiment est démoli en 1907 au profit d'un ensemble comprenant le bâtiment des recettes (guichet, salle d'attente, bureau), un pavillon pour les toilettes, et un bâtiment d'habitation pour le chef de station construit pour un total de 45 000 francs (plus 4 000 de caution). La halle à marchandises, non-mentionnée par cet acte d'adjudication, est soit plus ancienne soit plus récente. 
Le service des voyageurs est supprimé le 30 septembre 1959, ainsi que celui des marchandises depuis la gare de Houdeng-Gœgnies, la voie vers cette gare étant déposée en 1965. Le tronçon de Rœux à Soignies-Carrières est fermé aux circulations en 1967 et déposé en 1969.
En 1977 que la ville du Rœulx devenue une structure plus importante, issue d'un regroupement de cinq communes, à besoin de locaux ce qui incite la ville à acheter la gare. Elle est depuis, utilisée par le service des travaux de la ville.

## Patrimoine ferroviaire
Le bâtiment principal, autrefois appelé bâtiment des recettes, constitué d'un long volume de huit travées en rez-de-chaussée, sans étage, sous un toit en bâtière, avec une façade en briques rouges et en pierre de taille, décorée avec des motifs en briques jaunes et bleutées, et l'ancienne annexe des toilettes sont toujours présents sur le site et servent de locaux au service communal des travaux. Apparenté aux types 1881 et 1895, il s'en distingue par l'absence d'étages supérieurs.
L'habitation dévolue au chef de gare constitue une entité séparée du bâtiment des recettes et jouxte le passage inférieur (remblayé) . Cette construction de plan type standard pour les maisons de chefs de gare, d'éclusiers et apparenté aux types 1881 et 1895, a également survécu ; ses abords sont occupés par un garagiste et une concession automobile.
La halle aux marchandises, dont la date de construction n'est pas connue, a été démolie.